# Трикутник (фільм, 1967)
«Трикутник» (вірм. «Եռանկյունի») — радянський художній фільм 1967 року, знятий на кіностудії «Вірменфільм».

## Сюжет
Тринадцятирічний Овік завжди був поруч з п'ятьма безжурними ковалями. Про них він і розповів — весело і з любов'ю. Спочатку Мко одружився з російською дівчиною. Друзі не відразу прийняли і полюбили Любу. А коли в небі стали літати літаки, Гаспар піднявся високо в небо і не повернувся. Потім почалася війна. Мко і Люба пішли на фронт і теж не повернулися. Овік виріс, попрощався з містом і поїхав вчитися.

## У ролях
- Армен Джигарханян — Мукуч
- Сос Саркісян — майстер Мкртич
- Фрунзик Мкртчян — Гаспар
- Павло Арсенов — Мко
- Зураб Лаперадзе — Васо Мкртічішвілі
- Михайло Овсепян — Овік, син Мукуча (дублює Марія Виноградова)
- Інна Алабіна — Люба
- Жирайр Аветісян — розклейник афіш
- Сергій Дворецький — військовий Петя (дублює Юрій Саранцев)

## Знімальна група
- Режисери — Генріх Малян, Ніна Алтунян
- Сценарист — Агасій Айвазян
- Оператор — Сергій Ісраелян
- Композитор — Едуард Багдасарян
- Художники — Рафаель Бабаян, Грайр Карапетян